# Polystyliphora queenslandica
Polystyliphora queenslandica is een platworm (Platyhelminthes). De worm is tweeslachtig. De soort leeft in het zoute water.
Het geslacht Polystyliphora, waarin de platworm wordt geplaatst, wordt tot de familie Polystyliphoridae gerekend. De wetenschappelijke naam van de soort werd voor het eerst geldig gepubliceerd in 1998 door Curini-galletti.